# Hiroyuki Miyazawa
Pour les articles homonymes, voir Miyazawa.
Hiroyuki Miyazawa (宮沢大志) est un fondeur japonais, né le 12 octobre 1991 à Tōkamachi, dans la préfecture de Niigata.

## Biographie
Il entre en équipe nationale en 2010, avec une sélection pour les Championnats du monde junior à Hinterzarten, arrivant notamment neuvième de la poursuite. Un an plus tard, aux Championnats du monde junior à Otepää, il se classe cinquième sur cette même épreuve.
Ses débuts en Coupe du monde ont lieu en fin d'année à 2011 au Nordic Opening.
En mars 2012, à l'occasion des Finales de Falun, il marque ses premiers points avec une onzième place au sprint classique, qui restera son meilleur résultat individuel à ce niveau. En 2012, il s'adjuge le classement général de la Coupe d'Asie de l'Est, qu'il gagne aussi en 2018.
En 2013, à Val di Fiemme, il dispute ses premiers Championnats du monde et se classe notamment 24e du sprint et 8e du relais. En décembre 2013, il signe son meilleur résultat dans une épreuve collective en Coupe du monde avec une sixième place au sprint par équipes à Asiago.
Il prend part aux Jeux olympiques d'hiver de 2014, à Sotchi, où il finit 13e du sprint par équipes et 16e du relais. Aux Championnats du monde 2015, il enregistre son meilleur résultat de l'hiver au sprint avec une 25e place.
Lors de la saison 2016-2017, il établit son meilleur classement général en Coupe du monde (85e), finissant à deux reprises seizième sur des sprints à Ruka et Pyeongchang. Aux Championnats du monde à Lahti, il se classe 23e du sprint libre, soit sa meilleure performance 
individuelle dans un rendez-vous majeur.
Il manque la sélection pour les Jeux olympiques de 2018, mais à la place remporte le Sapporo International Ski Marathon.
Il est présent aux Championnats du monde 2019, occupant le 27e rang au sprint libre et le 26e rang au quinze kilomètres classique.

## Palmarès

### Jeux olympiques
| Épreuve / Édition | Sprint | Sprint                           | 15 km                            | 15 km     | Skiathlon 2 × 15 km | 50 km | Relais | Relais    |
| Épreuve / Édition | libre  | classique                        | libre                            | classique | Skiathlon 2 × 15 km | 50 km | Sprint | 4 × 10 km |
| JO 2014 Sotchi    | —      | Épreuve inexistante à cette date | Épreuve inexistante à cette date | —         | —                   | —     | 13e    | 16e       |

Légende :
- : pas d'épreuve
- — : Non disputée par Miyazawa

### Championnats du monde
| Épreuve / Édition           | Sprint                           | Sprint                           | 15 km                            | 15 km                            | Skiathlon 2 × 15 km | 50 km | Relais | Relais    |
| Épreuve / Édition           | libre                            | classique                        | libre                            | classique                        | Skiathlon 2 × 15 km | 50 km | Sprint | 4 × 10 km |
| Mondiaux 2013 Val di Fiemme | Épreuve inexistante à cette date | 24e                              | —                                | Épreuve inexistante à cette date | —                   | —     | 13e    | 8e        |
| Mondiaux 2015 Falun         | Épreuve inexistante à cette date | 25e                              | —                                | Épreuve inexistante à cette date | —                   | 40e   | 16e    | 12e       |
| Mondiaux 2017 Lahti         | 23e                              | Épreuve inexistante à cette date | Épreuve inexistante à cette date | 37e                              | 42e                 | -     | -      | -         |
| Mondiaux 2019 Seefeld       | 27e                              | Épreuve inexistante à cette date | Épreuve inexistante à cette date | 26e                              | 48e                 | -     | -      | -         |
| Mondiaux 2021 Oberstdorf    | Épreuve inexistante à cette date | 62e                              | 40e                              | Épreuve inexistante à cette date | —                   | -     | -      | 9e        |

Légende :
- : pas d'épreuve
- — : n'a pas participé à l'épreuve

### Coupe du monde
- Meilleur classement général : 82e en 2017.
- Meilleur résultat individuel : 11e.

#### Classements en Coupe du monde
| Année     | Classement général final | Classement distance | Classement sprint |
| 2011-2012 | 119e                     |                     | 68e               |
| 2013-2014 | 161e                     |                     | 101e              |
| 2015-2016 | 124e                     | 91e                 | 84e               |
| 2016-2017 | 82e                      |                     | 35e               |
| 2017-2018 | 100e                     |                     | 49e               |
| 2018-2019 | 115e                     | 86e                 | 82e               |
| 2019-2020 | 93e                      |                     | 56e               |